# أليستير دونوهو
أليستير دونوهو (بالإنجليزية: Alistair Donohue) هو دراج أسترالي، ولد في 3 مارس 1995 في نهولونباي في أستراليا.

## وصلات خارجية
- أليستير دونوهو على موقع الاتحاد الدولي للدراجات (الإنجليزية)
- أليستير دونوهو على موقع أرشيف الدراجات (الإنجليزية)
- أليستير دونوهو على موقع إحصائيات الدراجات الإحترافية (الإنجليزية)
- أليستير دونوهو على موقع Paralympic.org (الإنجليزية)
- أليستير دونوهو على موقع اللجنة البارالمبية الأسترالية (الإنجليزية)